# Piasecznik
Piasecznik (deutsch Petznick) ist ein Dorf bei Stargard in der polnischen Woiwodschaft Westpommern. Es gehört zur Gmina Choszczno (Gemeinde Arnswalde) im Powiat Choszczeński (Arnswalder Kreis).

## Geographische Lage
Das Dorf liegt in Hinterpommern, 15 Kilometer südöstlich von Stargard in Pommern und 7,5 Kilometer südwestlich von Zachan an der Landstraße, die von Stargard nach Arnswalde führt. In der Nähe des Dorfs, das unweit der Ihna liegt, befinden sich drei Seen.

## Geschichte

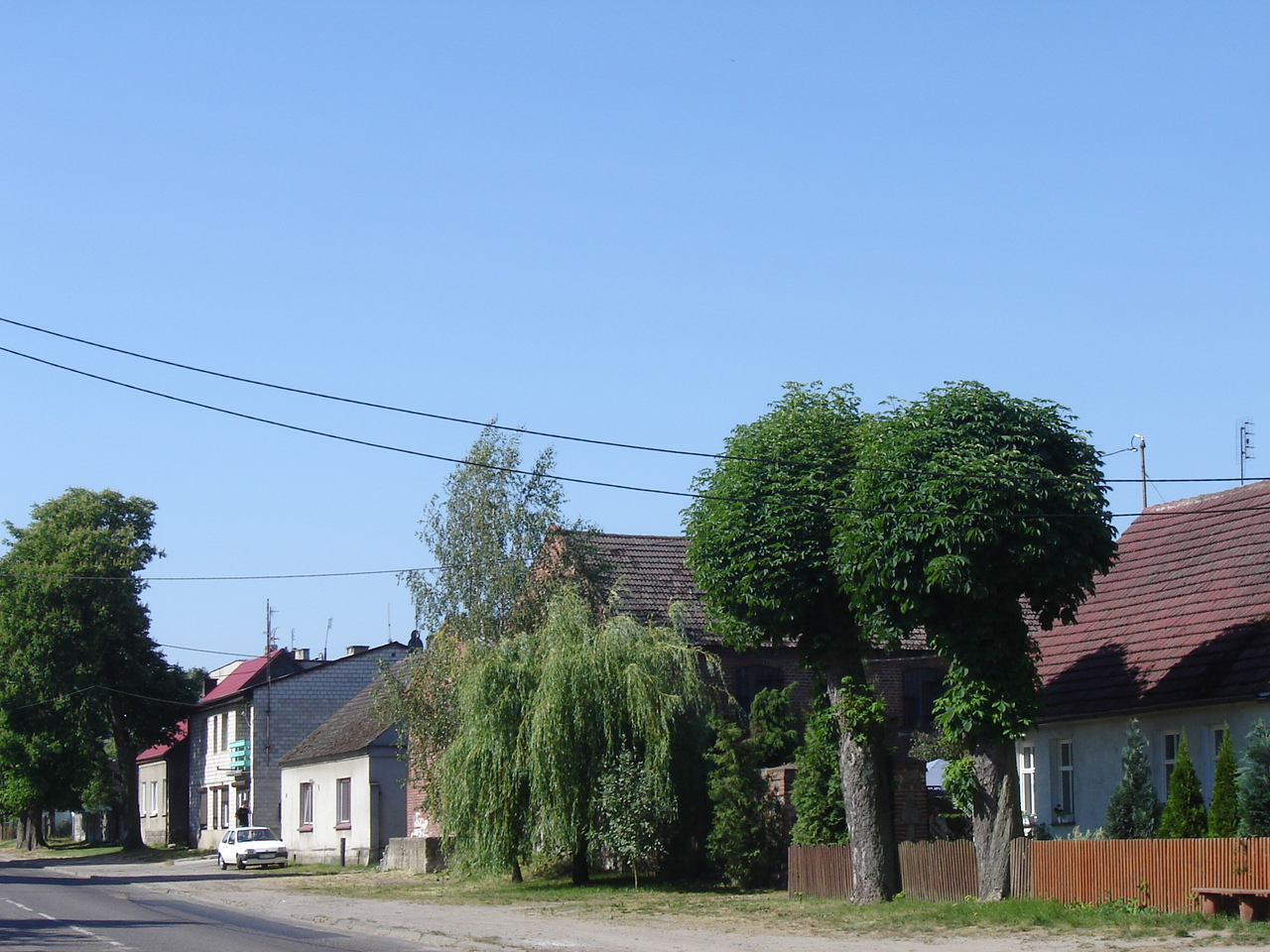
Dorfstraße

Petznick ist ein altes Kirchdorf. Um 1780 gab es in Petznick ein Vorwerk, 25 Bauern einschließlich des dienstfreien Schulzen, drei Kossäten, sieben Büdner, einen Schmied, einen Prediger, einen Küster und insgesamt 73 Feuerstellen (Haushalte).
Die Dorfbewohner bestritten ihren Lebensunterhalt in der Vergangenheit hauptsächlich durch Ackerbau und Viehzucht sowie auch durch Fischerei in den Seen in der Umgebung des Dorfs.
Bis 1945 bildete Petznick eine Landgemeinde im Landkreis Pyritz der preußischen Provinz Pommern. Zur Gemeinde gehörte auch der Wohnplatz Waldhof.
Im Frühjahr 1945, gegen Ende des Zweiten Weltkriegs, wurde Petznick von der Roten Armee besetzt. Bald darauf wurde die Region zusammen mit ganz Hinterpommern – militärische Sperrgebiete ausgenommen – seitens der sowjetischen Besatzungsmacht der Volksrepublik Polen zur Verwaltung überlassen. Es wanderten Polen zu. In den nachfolgenden Jahren wurde die eingesessene Bevölkerung von der polnischen Administration aus Petznick vertrieben. Das deutsche Dorf wurde unter dem Namen „Piasecznik“ verwaltet.

## Entwicklung der Einwohnerzahl
- 1852: 604[3]
- 1933: 582[4]
- 1939: 602[4]
- 2007: 440

## Söhne und Töchter des Ortes
- Hermann Daniel Hermes (1734–1807), deutscher evangelischer Theologe, Professor in Kiel
- Johann Timotheus Hermes (1738–1821), deutscher Dichter, Romanschriftsteller und evangelischer Theologe
- Gustav Bluth (1828–1901), deutscher Architekt, Baubeamter und Provinzialkonservator
- Kurd Schulz (1900–1974), deutscher Bibliothekar und Schriftsteller